# Jogos Centro-Asiáticos de 2005
Os Jogos Centro-Asiáticos de 2005 foram a quinta edição do evento multiesportivo, que ocorreu no Uzbequistão.

## Participantes
Cinco países participaram do evento:
- Cazaquistão
- Quirguistão
- Tajiquistão
- Turquemenistão
- Uzbequistão